# 5613 Донський
5613 Донський  (5613 Donskoj) — астероїд головного поясу, відкритий 16 грудня 1976 року.
Тіссеранів параметр щодо Юпітера — 3,196.